# فرودگاه پوبلو مموریال
 فرودگاه پوبلو مموریال (به انگلیسی: Pueblo Memorial Airport) یک فرودگاه همگانی بهره‌برداری هوایی با کد یاتا PUB است که یک باند فرود آسفالت دارد و طول باند آن ۳۱۹۹ متر است. این فرودگاه در کشور ایالات متحده آمریکا قرار دارد و در ارتفاع ۱۴۴۰ متری از سطح دریا واقع شده است.